# Клаудије II Готски
Марко Аурелије Клаудије Готски (рођен 10. маја 213. или 214. године - умро јануара 270. године), познат под именом Клаудије II, владао је римским царством мање од две године (од 268. до 270.), али је током овог кратког периода био успешан и вољан владар.
Његово порекло није познато, али се убраја у Илирске цареве. Клаудије је вероватно био из околине Сирмијума у Доњој Панонији, или из Дарданије, тада у Горњој Мезији. Клаудије је био командант римске војске која је победила Готе у бици код Ниша септембра 268. године. Одмах затим Клаудије је задобио римски престо. Оптужбе да је тада убио свог претходника Галијена нису никада биле доказане. После доласка на власт, Клаудије је затражио од сената да поштеди живот Галијеновим рођацима и присталицама.
Клаудије, као и Максимин Трачанин био је варварског порекла.

## Клаудије као цар
У време његовог доласка на власт највећу опасност по Рим представљали су Готи који су нападали Илирик и, нарочито, Панонију.
У бици код Ниша Клаудије и његове легије су заокружиле Готе. Заједно са својим командантом коњице, будућим царем, Аурелијаном, Клаудије је задобио хиљаде заробљеника, уништио готску коњицу. Остатак Гота је побегао преко Дунава, и није се десетинама година усуђивао да узнемирава Рим.
Док се ово дешавала, друго германско племе, Алемани, прешли су Алпе и напали Италију. Клаудије је промптно напао варваре и поразио их у бици код језера Бенакус, у касну јесен 268. године, неколико месеци после битке код Ниша. Тада се окренуо Галском царству и у неколико битака поново стекао контролу над долином Роне и Шпанијом. Касније је Галско царство било потпуно уништено у доба Аурелијана. Тако је Клаудије II дао велики допринос да се оконча криза III века, која умало није довела до краја Римског царства
Ипак, Клаудију није било суђено да дуго влада. Касно 269. године, када је припремао рат против Вандала, који су пљачкали Панонију, пао је као жртва куге и умро је почетком 270. године. Пре него што је умро, именовао је Аурелијана за свог наследника, иако је његов брат Квинтил закратко владао.
Римски сенат је деификовао Клаудија под именом „Божански Клаудије Готски“.
Клаудије II Готски је такође познат по томе што је наредио убиство једног хришћанског монаха, касније познатог под именом свети Валентин. То убиство се наводно догодило 14. фебруара 269. године.
Historia Augusta наводи да су Клаудије и Квинтил имали још једног брата под именом Крисп.